# Grythytte och Hällefors bergslags tingslag
Grythytte och Hällefors bergslags tingslag var ett tingslag i Örebro län från 1855 i Nora domsaga. 
Tingslaget bildades 1680 i Norra Närkes domsaga,  Tingslaget upphörde den 1 januari 1904 då det uppgick i Nora tingslag.

## Omfattning

### Socknarna i häraderna
- Grythytte och Hällefors bergslag